# Gabriel Pinto Silva
Gabriel Ignacio Pinto Silva (Rancagua, Región de O'Higgins, 25 de febrero de 2005) es un futbolista chileno que juega como volante central en O'Higgins de Primera División de Chile.

## Trayectoria

### O'Higgins
El 7 de julio de 2024, Gabriel se consagra campeón del torneo Sub-20, venciendo a Cobresal por 4-2.

### Deportes Limache
El segundo semestre 2024, Pinto es ascendido al primer equipo bajo las órdenes del técnico Víctor Fuentes sin embargo el club decide enviarlo a préstamo junto a su compañero Nicolás Matamoros a Deportes Limache dirigido por Víctor Rivero, en el cuadro de la quinta región fue considerado en la mayoría de los encuentros y cumpliendo con la norma Sub-20 que imparte las reglas del campeonato. En diciembre de 2024 luego que el elenco "tomatino" clasificó a la liguilla por el ascenso, llega a la final y enfrenta a Rangers en partido de ida y vuelta. En el primer partido obtiene la victoria por 3-1 en el Estadio Nicolás Chahuán de La Calera. En el partido de vuelta jugado en Talca el cuadro rojinegro obtiene el mismo resultado del partido de ida y deben definir la llave en lanzamientos penales, donde el cuadro de Deportes Limache obtiene el triunfo por 5-4 ascendiendo por primera vez a la Primera División, en ambos encuentros Gabriel fue titular.

### Retorno a O'Higgins
A fines de 2024 y luego de su gran paso en Deportes Limache vuelve al club rancagüino para enfrentar la final de la Supercopa de proyección frente a Colo-Colo tras el empate 2-obtienen la victoria en lanzamientos penales, clasificando nuevamente a la Copa Libertadores Sub-20 que se jugará en 2025 con sede en Paraguay.

## Clubes
| Club                                        | Div.          | Temporada     | Liga  | Liga  | Copas Nacionales | Copas Nacionales | Torneos Internacionales | Torneos Internacionales | Total(3) | Total(3) |
| Club                                        | Div.          | Temporada     | Part. | Goles | Part.            | Goles            | Part.                   | Goles                   | Part.    | Goles    |
| ------------------------------------------- | ------------- | ------------- | ----- | ----- | ---------------- | ---------------- | ----------------------- | ----------------------- | -------- | -------- |
| Deportes Limache · Chile                    | 2.ª           | 2024          | 18    | 0     | 0                | 0                | 0                       | 0                       | 18       | 0        |
| Deportes Limache · Chile                    | Total club    | Total club    | 18    | 0     | 0                | 0                | 0                       | 0                       | 18       | 0        |
| O'Higgins · Chile                           | 1.ª           | 2025          | 0     | 0     | 0                | 0                | 0                       | 0                       | 0        | 0        |
| O'Higgins · Chile                           | Total club    | Total club    | 0     | 0     | 0                | 0                | 0                       | 0                       | 0        | 0        |
| Total carrera                               | Total carrera | Total carrera | 18    | 0     | 0                | 0                | 0                       | 0                       | 0        | 0        |
| (3) No incluye goles en partidos amistosos. |               |               |       |       |                  |                  |                         |                         |          |          |